# Anida Salkanović
Mina Anida Salkanović (* 7. Mai 1989 in Priboj, SFR Jugoslawien) ist eine ehemalige bosnisch-deutsche Fußballspielerin.
Sie wuchs in München auf und schloss 2009 das Erasmus-Grasser-Gymnasium mit dem Abitur ab. Seit 2012 studiert sie an der Universität München Lehramt.

## Karriere

### Vereine
Salkanović, 1993 während des Bosnienkrieges nach Deutschland gelangt, begann 1996 beim BSC Sendling mit dem Fußballspielen und wechselte 2003 zur C-Jugendmannschaft des FC Bayern München. Zur Saison 2005/06 rückte sie in die zweite Mannschaft auf und bestritt bis Saisonende 2010/11 – zunächst in der Bayernliga, ab 2007/08 in der Regionalliga Süd und ab 2009/10 in der 2. Bundesliga – 49 Punktspiele, in denen sie 41 Tore erzielte.
Während der Saison 2005/06 kam sie auch in der Bundesliga zum Einsatz. Sie debütierte am 7. Mai 2006 (19. Spieltag) beim 6:0-Sieg im Heimspiel des FC Bayern München gegen den FSV Frankfurt mit Einwechslung für Daniela Leonbacher in der 63. Minute. In der Folgesaison bestritt sie ebenfalls zwei Punktspiele. Ihr letztes Spiel für den FC Bayern München II bestritt sie am 21. März 2010 (16. Spieltag) beim 2:1-Sieg im Auswärtsspiel gegen den 1. FFC Frankfurt II, bevor sie nach Bosnien und Herzegowina zurückkehrte und von Juli bis Dezember 2011 für den SFK 2000 Sarajevo in zehn Punktspielen und drei Gruppenspielen der Champions League zum Einsatz kam.
2012 nach Deutschland zurückgekehrt schloss sie sich dem FFC Wacker München an, für den sie bis 2014 in der drittklassigen Regionalliga Süd aktiv war, bevor sie ihre aktive Fußballerkarriere beendete. Ihr letztes Punktspiel bestritt sie am 29. September 2013 (4. Spieltag) beim 1:1-Unentschieden im Auswärtsspiel gegen den 1. FC Nürnberg.

### Nationalmannschaft
Ihr Debüt im Nationaltrikot gab sie am 16. Mai 2007 in der deutschen U-19-Nationalmannschaft, die gegen die Auswahl Italiens mit 1:2 verlor.
Für die Bosnisch-herzegowinische A-Nationalmannschaft debütierte sie am 22. Oktober 2011 im Qualifikationsspiel für die Europameisterschaft 2013 bei der 1:4-Niederlage in Krasnoarmeisk gegen die Auswahl Russlands mit Einwechslung für Marijana Jevtić in der 49. Minute.

## Sonstiges
Salkanović spielte in ihrer Zeit beim FC Bayern München in der Futsal-Abteilung des Vereins.